# Marumba handelioides
Marumba handelioides är en fjärilsart som beskrevs av Clayton Dissinger Mell 1937. Marumba handelioides ingår i släktet Marumba och familjen svärmare. Inga underarter finns listade i Catalogue of Life.